# Кубок обладателей кубков Океании
Кубок обладателей кубков Океании (англ. Oceania Cup Winners' Cup) — лишь однажды в Океании был проведен розыгрыш, состоявший из одного матча, проведенного представителями Австралии (победитель кубка футбольной лиги Австралии 1986 года) и Новой Зеландии (победитель кубка Чатема 1986 года). Являлся неофициальным турниром.

## Финал
| Дата         | Победитель              | Счет      | Финалист                          | Место проведения турнира                                       |
| ------------ | ----------------------- | --------- | --------------------------------- | -------------------------------------------------------------- |
| 8 марта 1987 | Сидней Сити (Австралия) | 2:0 (2:0) | Норт Шор Юнайтед (Новая Зеландия) | Окленд, стадион «Фуджи Фильм», 1 000 зрителей (Новая Зеландия) |

### Голы
- Саад, 29'
- Маккалох, 39'

## Составы команд

### Норт Шор Юнайтед
Gilgrist, Loader, Ironside, Simpson, Darlington (Harding), Cole, Boath, Hobbs, Mackay, Harrison (Worsley), Hagan

### Сидней Сити
Gosling, Rodrigues, Robertson, O’Connor, Hooker, Lee, Souness(Parrish), McCulloch, de Marigny, Barnes, Saad (Patterson)